# 1017 Records

Старий логотип

1017 Records (у минулому 1017 Brick Squad Records) — американський лейбл, заснований репером Gucci Mane у 2007 р. Компанія свого часу також мала дочірній лейбл, заснований Waka Flocka Flame, Brick Squad Monopoly. Приблизно з літа 2015 релізи на 101 Distribution перевидано з іншим вказаним лейблом, RBC Records.

## Історія

### 2007–2013
Gucci Mane відкрив лейбл після підписання контракту з Mizay Entertainment, після виходу свого незалежного альбому Trap-A-Thon. 4 травня 2010 репер заявив, що він закриває So Icey Entertainment і покидає Mizay Entertainment через бізнесові проблеми з Деброю Ентні.
Першими артистами 1017 Brick Squad стали Waka Flocka Flame та OJ da Juiceman. На лейблі неофіційно вийшов дебютний альбом останнього (офіційно його видали Asylum Records та Mizay Entertainment). Перший серйозний успіх відбувся 2009 року, коли Gucci випустив The State vs. Radric Davis.
16 грудня 2011 Slim Dunkin отримав вогнепальне поранення в груди у студії звукозапису під час приготування до зйомки кліпу. Перед смертю виконавець сперечався у приміщенні з невідомим чоловіком, яким, як пізніше стало відомо, був атлантський репер Young Vito.
25 лютого 2013 Young Vito винесли виправдувальний вирок у справі вбивства Slim Dunkin. Попри це йому дали 25 років за напад за обтяжливих обставин та володіння вогнепальною зброєю.

### 2013-дотепер
15 березня 2013 Gucci Mane повідомив через Twitter, що він «вигнав» Waka Flocka Flame з 1017 Brick Squad. Наступного дня менеджмент репера заявив, що його обліковий запис зламали й він не надсилав зазначений твіт. Однак Wacka назвав це брехнею й згодом задисив Gucci Mane на концерті-возз'єднанні Dipset у Нью-Йорці. 27 березня Waka сказав MTV, що його неможливо вигнати з 1017 Brick Squad, оскільки він має частку в компанії. Він також підтвердив наявність конфлікту. 8 травня Gucci Mane повідомив через Twitter про приєднання до лейблу чиказького репера Chief Keef. Наступного дня Gucci заявив, що він також підписав продюсера C4, котрий у минулому часто співпрацював з артистами 1017 Brick Squad.
7 червня Gucci повідомив про підписання лейблом нового контракту про дистриб'юцію з Atlantic Records. 7 вересня артисти 1017 Brick Squad і Brick Squad Monopoly (Gucci Mane, Waka Flocka, Frenchie, Wooh da Kid, OJ da Juiceman) почали з'ясовувати стосунки через Twitter. Gucci звинуватив свого колишнього менеджера, матір Waka Flocka, Дебру Ентні, у крадіжці грошей OJ da Juiceman і French Montana. Frenchie звинуватив Gucci Mane в оплаті адвоката Young Vito, звинуваченого у вбивстві Slim Dunkin та анонсував появу дису на репера наступного дня. Під час суперечки стало відомо, що OJ da Juiceman, Young Dolph, Frenchie й Wooh da Kid більше не є чи ніколи не були офіційними підписантами 1017 Brick Squad. З'явилась інформація про розірвання Atlantic Records угоди про дистриб'юцію, можливе розформування лейблу. 9 вересня Gucci через Twitter виставив на продаж контракти головних артистів: Waka Flocka Flame, Young Scooter і Young Thug.
19 листопада 2013 стало відомо, Gucci Mane подав позов проти Waka Flame Flocka, його матері Дебри Ентні, реперів OJ da Juiceman і Khia Stone, продюсера Zaytoven. Сторони звинувачено у шахрайстві та порушенні договору. За словами Gucci, Дебра взяла без дозволу під свій контроль 1017 Brick Squad Records і використала його для створення трьох окремих дочірніх лейблів. Виконавець звинуватив сторони у невиплаті гонорару та збільшенні витрат компанії. Він також заявив, що Ентні привласнила його активи, вкрала каблучку й намисто.

## Ростер

### Артисти
Теперішні
- Gucci Mane (Президент/засновник)
- OJ da Juiceman
- Chief Keef[18][9]
- Young Scooter[19]
- OG Boo Dirty[20]
- Піві Лонґвей[21]
- Young Throwback (брат Gucci)[22]

Колишні
- Waka Flocka Flame
- Young Thug
- Slim Dunkin

### Продюсери й діджеї
- C4[10]
- DJ Junior 1017

## Дискографія

### Студійні альбоми
| Рік  | Виконавець                      | Назва | Найвищі чартові позиції | Найвищі чартові позиції | Найвищі чартові позиції |
| Рік  | Виконавець                      | Назва | США                     | US R&B                  | US Rap                  |
| ---- | ------------------------------- | --- | ----------------------- | ----------------------- | ----------------------- |
| 2009 | Gucci Mane                      | The State vs. Radric Davis - Випущений: 8 грудня 2009 - Формат: CD, цифрове завантаження                       | 10                      | 4                       | 1                       |
| 2010 | Gucci Mane                      | The Appeal: Georgia's Most Wanted - Випущений: 28 вересня 2010 - Формат: CD, цифрове завантаження              | 4                       | 2                       | 2                       |
| 2010 | Waka Flocka Flame               | Flockaveli - Випущений: 5 жовтня 2010 - Формат: CD, цифрове завантаження                                       | 6                       | 2                       | 2                       |
| 2011 | Gucci Mane та Waka Flocka Flame | Ferrari Boyz - Випущений : 9 серпня 2011 - Формат: CD, цифрове завантаження                                    | 21                      | 5                       | 4                       |
| 2011 | Gucci Mane та V-Nasty           | BAYTL - Випущений : 13 грудня 2011 - Формат: CD, цифрове завантаження                                          | —                       | 29                      | 16                      |
| 2012 | Waka Flocka Flame               | Triple F Life: Friends, Fans & Family - Випущений : 12 червня 2012 - Формат: CD, цифрове завантаження          | 10                      | 2                       | 1                       |
| 2013 | Gucci Mane                      | Trap House III - Випущений: 21 травня 2013 - Формат: CD, цифрове завантаження                                  | 116                     | 17                      | 11                      |
| 2013 | Gucci Mane                      | The State vs. Radric Davis II: The Caged Bird Sings - Випущений: 25 грудня 2013 - Формат: Цифрове завантаження | —                       | 31                      | 20                      |
| 2014 | Gucci Mane                      | Trap House 4 - Випущений: 4 липня 2014 - Формат: Цифрове завантаження                                          | 153                     | 27                      | 15                      |
| 2014 | Felix Brothers                  | Felix Brothers - Випущений: 17 липня 2014 - Формат: Цифрове завантаження                                       | —                       | —                       | —                       |
| 2014 | Gucci Mane                      | The Oddfather - Випущений: 28 липня 2014 - Формат: Цифрове завантаження                                        | —                       | 29                      | 15                      |
| 2014 | Gucci Mane                      | Gucci Vs Guwop - Випущений: 15 серпня 2014 - Формат: Цифрове завантаження                                      | —                       | —                       | —                       |